# West Fraser Timber
West Fraser Timber est une entreprise d'exploitation forestière canadienne.

## Histoire
En novembre 2020, West Fraser Timber annonce l'acquisition de Norbord, spécialisé dans l'OSB, pour 3 milliards de dollars.

## Productions
Bois d'oeuvre,panneaux de bois, bois de placage, stratifiés, pâte à papier, papier journal, copeaux de bois.

## Principaux actionnaires
Au 22 mars 2020.
| James Allen Pattison               | 12,1% |
| Ketcham Investments                | 8,53% |
| T. Rowe Price Associates           | 6,23% |
| Fidelity (Canada) Asset Management | 6,08% |
| Norges Bank Investment Management  | 4,70% |
| The Vanguard Group                 | 2,49% |
| Mackenzie Financial                | 1,60% |
| John K. Ketcham                    | 1,49% |
| Pictet Asset Management            | 1,36% |
| Dimensional Fund Advisors          | 1,34% |